# James G. Birney
James Gillespie Birney (4 de febrer de 1792 - 25 de novembre de 1857) fou un abolicionista, polític i jurista nascut a Danville (Kentucky). Entre el 1816 i el 1818 va servir a la Cambra de Respresentants de Kentucky. El 1836 va començar la seva publicació setmanal abolicionista a Cincinnati, Ohio, The Philanthropist.

## Biografia
Fill d'un irlandès episcopal del mateix nom a Danville (Kentucky), James G. Birney va perdre la seva mare quan era petit. Ell i la seva germana foren educats per la seva tieta que havia vingut d'Escòcia quan el seu pare li ho havia demanat. El 1795, les dues germanes del seu germà i les seves famílies havien migrat des d'Irlanda a granges a prop de la seva casa. La majoria dels familiars de la seva mare també havien migrat a prop, assentant-se en altres zones del Comtat de Mercer (Kentucky). A la seva infantesa va veure l'esclavitud des de moltes perspectives. Tot i que el seu pare va lluitar perquè l'estat de Kentucky no s'unís a la Unió com un estat esclavista, quan els seus esforços van ser en va, va decidir que, aboliria l'esclavitud i que una persona només pogués tenir esclaus si els tractava de manera humanitària. Altres membres de la seva família van refusar de tenir esclaus. Per exemple, la tieta que els havia cuidat no tenia esclaus i pagava els seus servents. Birney rebre el seu primer esclau als sis anys. De totes maneres, va estar sota la influència de professors i amics anti-esclavistes. Per exemple, va acudir a molts sermons de David Barrow, un abolicionista baptista.

### Estudis

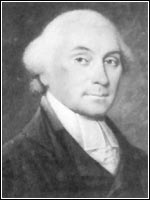
Samuel Stanhope Smith

Quan Birney tenia onze anys va ser enviat a la Universitat Transylvania de Lexington (Kentucky) i va retornar a casa seva dos anys després per estudiar a una escola acabada d'inaugurarse, que estava dirigida per un presbiterià a Dansville. A allà es va especialitzar en ciències. El 1808, va començar a estudiar al College of New Jersey (Actual Universitat de Princeton), quan tenia disset anys. Va estudiar-hi filosofia política, lògica i filosofia moral. Entre els seus professors, ell va destacar a George M. Dallas. El director de l'escola, Samuel Stanhope Smith, que també fou el seu professor, era antiesclavista. Aquest creia que l'esclavitud no tenia base moral, tot i que no criticava els drets dels propietaris. El 1810 Birney s'hi va graduar.
Quan va tornar a Danville va treballar per la campanya del polític Henry Clay durant un mes. Després, va començar a estudiar dret a l'oficina d'Alexander J. Dallas, a Filadèlfia. En aquesta època va fer amics entre la comunitat de quàquers.

### Pràctica de l'advocacia
El maig del 1814 Birney va tornar a la seva ciutat i va esdevenir l'advocat del banc local. A aquella època, l'economia de Kentucky era pobre, ja que la Guerra Anglo-Americana de 1812-1815 havia causat una crisi en el comerç de l'estat.
Seguint les passes del seu pare, Birney va esdevenir un francmaçó i un membre del consell local de Danville. Així, va arribar a ser part de l'elit social de la seva ciutat. També es va enamorar d'Agatha McDowell, amb qui es va casar l'1 de febrer del 1816. En el casament, la parella va febrer esclaus del seu pare i el seu sogre. Com que Birney encara no havia desenvolupat les seves idees abolicionistes, els va acceptar.

### Política a Kentucky

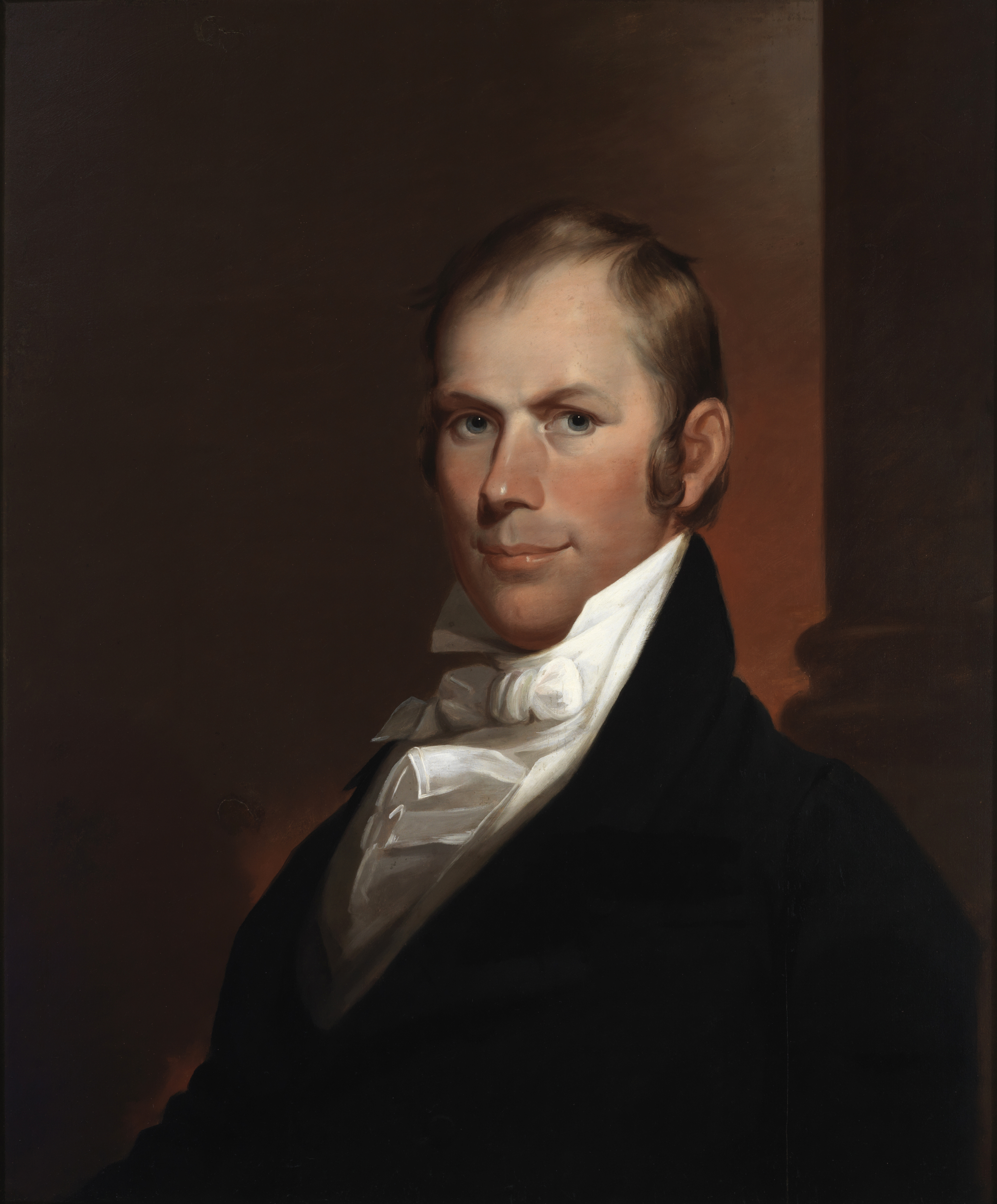
Henry Clay

El 1815 va tornar a participar en la campanya electoral de Henry Clay, que es va presentar a les eleccions pel Congrés dels Estats Units. També va fer campanya a favor de George Madison, que es presentava per a ser governador de Kentucky. En aquells moments la seva orientació política estava d'acord amb el Partit Democràtic-Republicà dels Estats Units. El 1816, Birney va obtenir un escó a l'Assemblea General de Kentucky, representant el Comtat de Mercer i va esdevenir membre de la Casa de Representants de Kentucky als vint-i-quatre anys.
Bierney es va oposar a una llei que es volia votar per a fer que es poguessin tornar els esclaus fugitius capturats a Ohio i Indiana a Kentucky però fou derrotat. Com que va veure que tenia poc futur en la política de Kentucky, Birney va decidir anar a Alabama amb l'esperança de començar una carrera política.

### A Alabama
El febrer del 1818 va anar a viure amb la seva família al Comtat de Madison (Alabama), a on va comprar una plantació de cotó i esclaus, la majoria dels quals els va portar de Kentucky. El 1819, Birney va esdevenir membre de la Casa de Representants d'Alabama representant aquest comtat. A allà va ajudar a fer una llei que ajudava els esclaus fent que el seu amo i els que hi estaven relacionats no poguessin formar part dels jurats que els jutgessin. Això, juntament amb la seva oposició al nomenament d'Andrew Jackson com a President dels Estats Units, va fer minvar les seves possibilitats futures en la política a Alabama.
El 1823, després d'experimentar molts problemes amb la seva plantació, Birney va anar a viure a Huntsville (Alabama) per a tornar a treballar d'advocat. Els seus problemes financers eren causats, en part, pel seu hàbit de jugar a les apostes hípiques. La majoria dels seus esclaus es van quedar a la plantació i només es va emportar a Huntsville el seu servent Michael, la seva dona i els seus tres fills. Fou acceptat al Col·legi d'Advocats d'Alabama, alguns membres de la qual el van ajudar a la seva carrera política. Va decidir tancar la plantació i vendre els esclaus a un seu amic que sabia que oferiria un bon tracte als esclaus. Va obtenir l'estabilitat econòmica i es va construir una casa a Huntsville i va tornar a ser un membre de l'elit local.
El 1825 era un important advocat del nord d'Alabama. En els anys següents ell sovint va treballar defensant a negres i va entrar a l'església presbiteriana. El 1829 els seus conciutadans els van elegir alcalde de Huntsville.

### American Colonization Society
El seu fervor religiós també el va fer canviar la seva postura sobre l'esclavitud. Més alienat dels polítics de l'administració Jackson, va descobrir la American Colonization Society el 1826. El 1829 hi fou introduït per Henry Clay i va esdevenir un dels primers partidaris de l'ACS. Ell creia en la possibilitat de solucionar els problemes dels negres lliures començant una colònia per a ells a Libèria. El gener del 1830 va ajudar a crear la secció de l'ACS a Huntsville.
Va fer un viatge a la Costa Est dels Estats Units per a buscar professors per la Universitat d'Alabama. Va visitar Filadèlfia, Nova Brunswick, Nova York, New Haven, Boston, Ohio i Kentucky. Va tornar a Alabama amb moltes recomanacions. Aquest mateix any va trencar amb Henry Clay i va deixar de fer campanya pel Partit Democràtic-Republicà.
El 1831 va començar a considerar migrar a Illinois perquè els seus fills visquessin en un estat lliure, però no ho va fer. El 1932, l'American Colonization Society li va oferir un lloc com a agent que viatgés pel Sud promovent la seva causa i ho va acceptar. Va organitzar la marxa de colonitzadors a Libèria i va escriure assajos defensant-ho. Però de seguida va començar a dubtar l'efectivitat d'aquesta política i passà a dubtar sobre l'acceptabilitat mateixa de l'esclavitud. El 1832 va tornar a Danville.

## Abolicionista
El 1833 va llegir un article signat per moltes organitzacions cristianes que repudiaven els principis de l'American Colonization Society i que defensaven l'abolició immediata de l'esclavitud. Així, ell, passà a defensar que l'esclavitud s'havia d'abolir d'una vegada per totes. Inspirat en la correspondència i les discussions amb Theodore Weld el 1834 es va declarar com abolicionista.

### Cincinnati
L'agost del 1835 Birney va visitar Cincinnati per a fer contactes amb membres del moviment abolicionista. A allà va començar a escriure pel diari The Gazette, ja que el seu director, tot i no estar a favor dels drets dels negres, defensava la llibertat de premsa. A l'octubre del mateix any, ell i la seva família van migrar a Cincinnati, Ohio per a preparar l'edició del seu periòdic setmanal abolicionista, The Philanthropist. Des del principi, ell i el periòdic foren objecte de controvèrsies. El Louisville Journal va escriure un editorial que l'atacava directament i el 1836 li van espatllar les premses del diari. Tot i això, escriure per aquest diari el va ajudar a desenvolupar les idees per a lluitar contra l'esclavitud a través de la legislació. El 1837 va entrar a la Societat Antiesclavista Estatunidenca i va marxar amb la seva família a Nova York

### Partit de la Llibertat

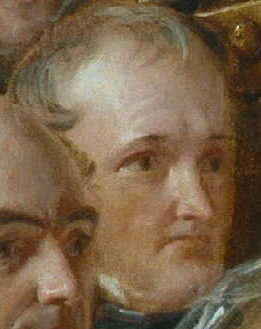
Birney a la pintura en grup sobre la conferència d'abolicionistes del 1840.

Amb el cisme de la Societat Antiesclavista Estatunidenca el 1840, Birney es va oposar a la igualtat de les dones en l'entitat. El mateix any, el nou Partit de la Llibertat, va nomenar Birney candidat presidencial a les eleccions estatunidenques del 1840. Preveient que no guanyaria, però, va anar a la Internacional Antiesclavista de Londres. Fou el seu vicepresident i va difondre els seus escrits a Anglaterra. Quan va tornar, el Partit de la Llibertat va utilitzar la seva experiència legal per ajudar a defensar negres i esclaus fugitius. El 1844 el partit el va tornar a triar com a presidenciable.

### Michigan
L'any 1841 va migrar a Michigan amb la seva nova esposa i família. Primer a Saginaw i després a Bay City, ciutat en la qual va participar en la seva planificació. A allà es va fer el Birney Park en el seu honor. A més a més de participar en les eleccions presidencials dels anys 1840 i 1844, el 1845 va rebre 3023 vots a les eleccions a governador de Michigan. Birney va viure a aquí fins al 1855, quan va marxar cap a la Costa Est.

### Paràlisis final de la seva vida pública i mort
L'agost del 1845 va patir paràlisi causada per la caiguda d'un cavall. Això va afectar la seva vida i va acabar la seva carrera pública i la seva involucració amb el moviment abolicionista. Va morir a Nova Jersey el 1857 en un assentament comunal envoltat d'amics abolicionistes com Theodore Weld, Angelina Grimke Weld i Sarah Grimke, quan estava convençut que caldria la guerra per acabar amb l'esclavitud. Fou enterrat al cementiri de Williamsburg a Groveland (Nova York), la casa de la família de la segona dona. El 1841 s'havia casat amb Elizabeth Potts Fitzhugh, amb qui va tenir una filla que va morir de nena.